# T Lavitz
T Lavitz (né le 16 avril 1956 aux États-Unis, et mort le 7 octobre 2010) est un claviériste, compositeur et producteur de jazz fusion. Il est surtout connu[réf. souhaitée] pour sa participation aux groupes Dixie Dregs et Jazz Is Dead.